# Carcharhinus hemiodon
Lo squalo di Pondicherry (Carcharhinus hemiodon) è una specie di squalo della famiglia dei Carcarinidi; molto raro e poco conosciuto, vive nelle acque costiere e, forse, anche in quelle salmastre del subcontinente indiano e del Sud-est asiatico. Piccolo e tozzo, ha un muso piuttosto lungo, una prima pinna dorsale grande situata piuttosto avanti sul dorso ed una lunga pinna caudale. È grigio sopra e bianco sotto; le pinne pettorali, la seconda dorsale e quella caudale hanno le estremità nere. Non più avvistato dal 1979, viene classificato dall'Unione Internazionale per la Conservazione della Natura (IUCN) tra le specie in pericolo critico e potrebbe essere anche già estinto.

## Tassonomia
Lo squalo di Pondicherry venne descritto per la prima volta, col nome di Carcharias (Hypoprion) hemiodon, dallo zoologo francese Achille Valenciennes a partire da un esemplare maschio immaturo lungo 47 centimetri catturato a Pondicherry (India) e da altri tre paratipi provenienti dalla stessa regione. Valenciennes pubblicò la sua descrizione nel 1841 su Systematische Beschreibung der Plagiostomen di Johannes Peter Müller e Friedrich Gustav Jakob Henle. Nel 1862 Theodore Gill propose di classificare questa specie in un nuovo genere, Hypoprionodon, basandosi sulla insolita posizione delle pinne dorsali e pettorali, ma la sua classificazione non è mai stata largamente accettata. Autori successivi hanno considerato Hypoprion come un sinonimo di Carcharhinus. Un altro nome comune con cui la specie è conosciuta è squalo nasolungo. Le relazioni evolutive di questa specie sono incerte. Nel 1988 Leonard Compagno lo classificò in un gruppo fenetico informale comprendente lo squalo codapiccola (C. porosus), lo squalo macchienere (C. sealei), lo squalo codamacchiata (C. sorrah), lo squalo baleniere (C. fitzroyensis), lo squalo guanciabianca (C. dussumieri), lo squalo del Borneo (C. hemiodon) e lo squalo nasoduro (C. macloti).

## Distribuzione
Lo squalo di Pondicherry in passato sembrava piuttosto diffuso in quasi tutta la regione indo-pacifica; è stato trovato in varie località molto distanti tra loro, dal Golfo di Oman e dall'India fino alle isole indonesiane di Borneo e Giava. Voci di avvistamenti meno attendibili provengono dal Mar Cinese meridionale, dalla Nuova Guinea e dall'Australia settentrionale. Vive nelle acque costiere ed è stato visto anche nelle acque salmastre del corso inferiore dei fiumi Hughli e Saigon, ma la validità di queste informazioni è tuttora da verificare.

## Descrizione
Lo squalo di Pondicherry è piuttosto tozzo ed ha un muso piuttosto lungo e appuntito. Ogni narice consiste in una larga fessura preceduta da strette alette di pelle. Gli occhi sono grandi e circolari. La bocca è arcuata, senza solchi agli angoli. Su ogni lato delle mascelle vi sono 12-14 file di denti, oltre a 1-2 piccoli denti posti sulla sinfisi (al centro). I denti hanno un'unica cuspide stretta, più larga in quelli superiori e più obliqua in quelli inferiori, e talvolta sono poco serrati.
Le pinne pettorali sono brevi e falcate, con estremità appuntite, e si originano da sotto la quarta apertura branchiale. La prima pinna dorsale è alta, con una lunga estremità libera, e si origina proprio dietro all'inserzione delle pinne pettorali. I denticoli dermici sono ovali e sovrapposti, con tre (talvolta cinque) creste orizzontali che somigliano a piccoli denti. Lo squalo di Pondicherry ha il dorso grigio uniforme e il ventre bianco; i fianchi sono bianchi. Le pinne pettorali, la seconda dorsale e la caudale hanno le estremità nere, mentre le altre pinne hanno solamente margini un po' più scuri. Le dimensioni massime sono sconosciute, poiché non sono mai stati catturati grandi esemplari, ma probabilmente non superano di molto il metro.

## Biologia
Non sappiamo nulla sulle abitudini dello squalo di Pondicherry. La sua dieta consiste probabilmente di piccoli pesci ossei, cefalopodi e crostacei. È probabilmente viviparo come tutti gli altri membri della sua famiglia e alla nascita misura meno di 32 centimetri.

## Conservazione
Lo squalo di Pondicherry è molto raro e nei musei di tutto il mondo sono conservati meno di 20 esemplari, quasi tutti catturati prima del 1900. Nonostante un'analisi dettagliata di moltissimi mercati del pesce situati nel suo presunto areale, l'ultimo squalo di Pondicherry è stato avvistato nel 1979 e gli studiosi temono che sia ormai estinto. Se sopravvive ancora, potrebbe essere gravemente minacciato dall'incontrollata pesca artigianale e commerciale che viene effettuata nella regione indo-australiana. L'Unione Internazionale per la Conservazione della Natura (IUCN) lo classifica tra le specie in pericolo critico.